# Alburnus sellal
Espèce
Synonymes
- Alburnus hebes Heckel, 1843[2] [3]
- Alburnus microlepis Heckel, 1843[2] [3]
- Alburnus pallidus Heckel, 1843[2] [3]
- Alburnus sellal adanensis (non Battalgazi, 1944)[3]
- Alburnus sillah (misspelling)[3]
- Chalcalburnus sellal (Heckel, 1843)[2] [3]

Statut de conservation UICN

 LC  : Préoccupation mineure
Alburnus sellal (Sellal bleak en anglais) est un poisson d'eau douce de la famille des Cyprinidae.

## Répartition
Alburnus sellal se rencontre en Iran, en Irak, en Syrie, et dans la partie asiatique de la Turquie.

## Description
La taille maximale connue pour Alburnus sellal est de 110 mm.
Selon une étude de 2017 basée sur un séquençage génétique, Alburnus mossulensis est probablement la même espèce que Alburnus sellal.

## Étymologie
Son nom spécifique, sellal, reprend le nom vernaculaire donné à ce poisson dans la région d'Alep.

## Publication originale
- Heckel, 1843 in von Russegger, 1843 : Ichthyologie [von Syrien] p. 990-1099[7].